# Dhofar 019
Koordinaten: 18° 18′ 54″ N, 54° 8′ 54″ O
Dhofar 019 (kurz Dho 019) ist ein Marsmeteorit, der am 24. Januar 2000 in der Nähe des Flugplatzes Hanfeet (alias Hanfit) im Gouvernement Dhofar (auch Zufar geschrieben, arabisch محافظة ظفار) im Oman durch einen anonymen Finder in der Wüste entdeckt wurde. Es handelt sich um einen einzelnen bräunlich-grauen Stein mit einem Gewicht von 1.056 g wurde in der Wüste gefunden.

## Mineralogie und Klassifikation
Der Stein wurde analysiert von M. Nazarov and M. Ivanova vom Moskauer Vernadsky Institute of Geochemistry and Analytical Chemistry (Vernad), sowie von L. A. Taylor vom Planetary Geosciences Institute der University of Tennessee (Department of Earth and Planetary Sciences) in Knoxville (Tennessee).
Nach ihrer Expertise handelt es sich um ein doleritisches Gestein, dem eine Schmelzkruste fehlt.
Der Stein besteht aus 0,2–0,5 mm großen subhedralen (d. h. hypidiomorphen, vgl. auch „idiomorph“) Körnern von Pigeonit, Augit, Olivin und Feldspat, der in Maskelynit umgewandelt (geschockt) ist. Das Olivin hat einen höheres Fe/Mg-Verhältnis als die in den mit vorkommenden (koexistierenden) Pyroxenen, ähnlich wie in Marsmeteoriten vom Nakhlit-Typ.
Die Anteile sind in ungefähren Volumenprozent:
```
Pyroxen    65
Maskelynit 25
Olivin     10
```

Begleitend (akzessorisch) finden sich Siliziumdioxid, Kalium-reicher Feldspat, Whitlockit, Chlorapatit, Chromit, Ilmenit, Titanomagnetit, Magnetit und Pyrit.
Sekundäre Phasen sind Kalzit, Gips, Smektit, Coelestin und Eisen-Hydroxide.
Zu den Schockmerkmalen gehören Bruch und Mosaik, Maskelynit und seltene Einschlag-Schmelztaschen.
Der Stein zeigt eine ausgedehnte terrestrische Verwitterung, hauptsächlich in Form von Karbonatadern, die den Meteoriten durchziehen.
Es gibt jedoch auch Smektit-Calcit-Gips-„Orangetten“, die den Maskelynit ersetzen. Dieser Befund ist ähnlich wie im Marsmeteorit Allan Hills 84001 und könnte marsianischen Ursprungs sein.
Die chemische Zusammensetzung der Masse ähnelt des Marsmeteoriten Shergotty, wobei die leichten Seltenen Erden stark abgereichert sind.

## Aufbewahrung
Die Typusexemplare mit 113,4 und 2 g, sowie zwei Dünnschliffe befinden sich im Vernad in Moskau, die Hauptmasse liegt beim anonymen Finder.

## Bildergalerie
Die folgende Bildergalerie zeigt Querschnitte und Dünnschliffe des Meteoriten mit besonderem Schwerpunkt auf die Orangetten.

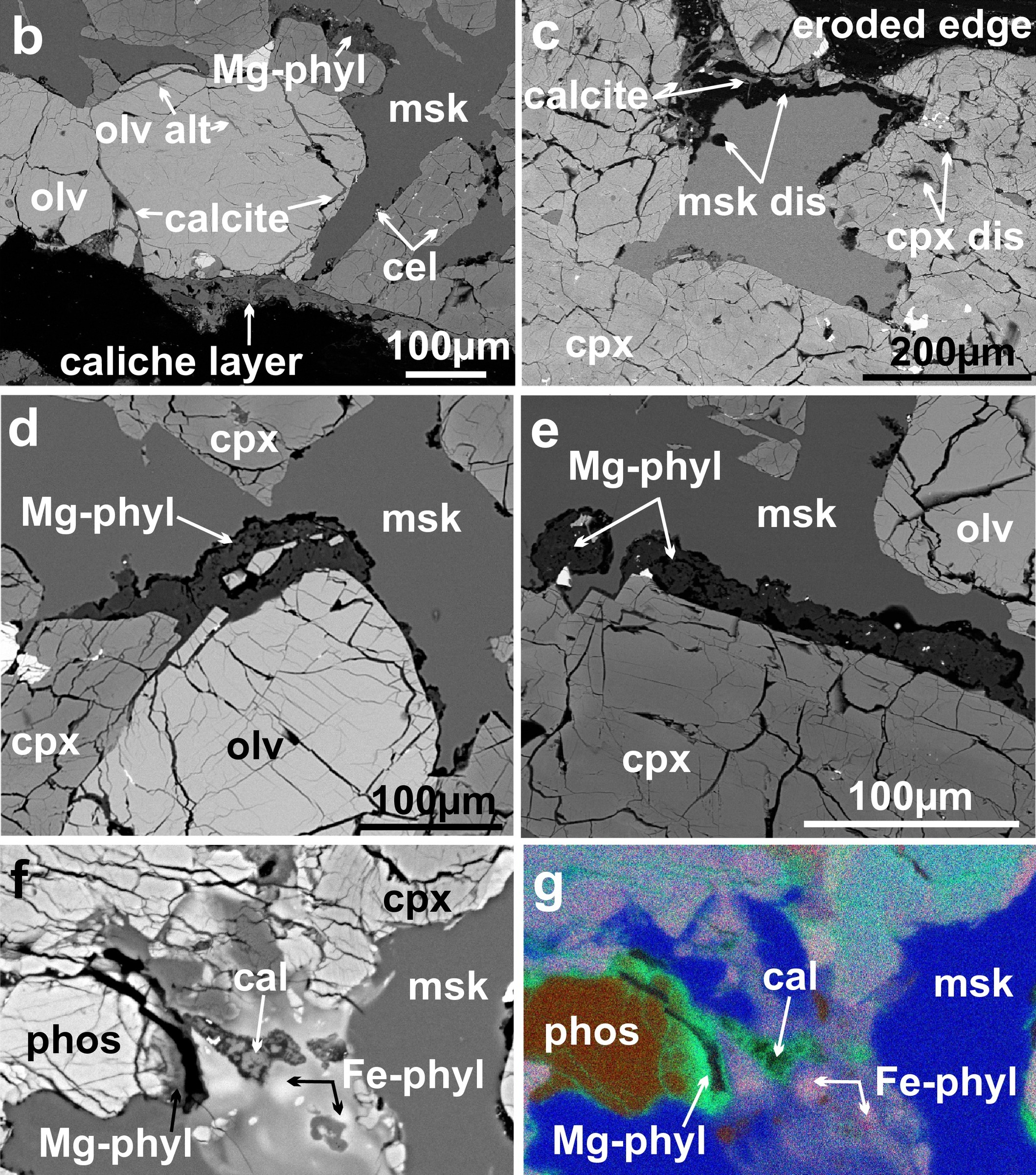

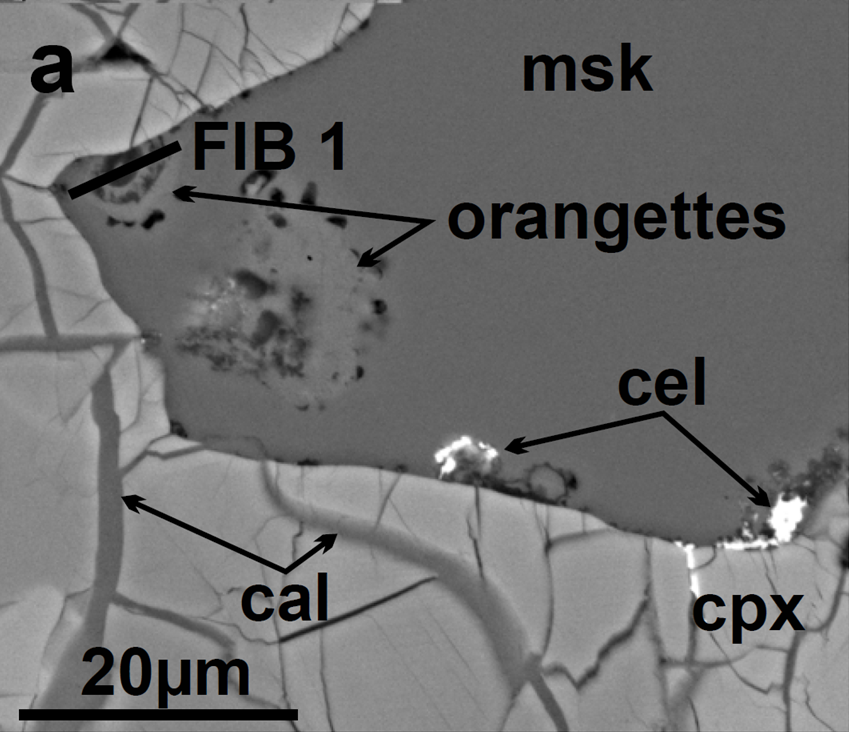
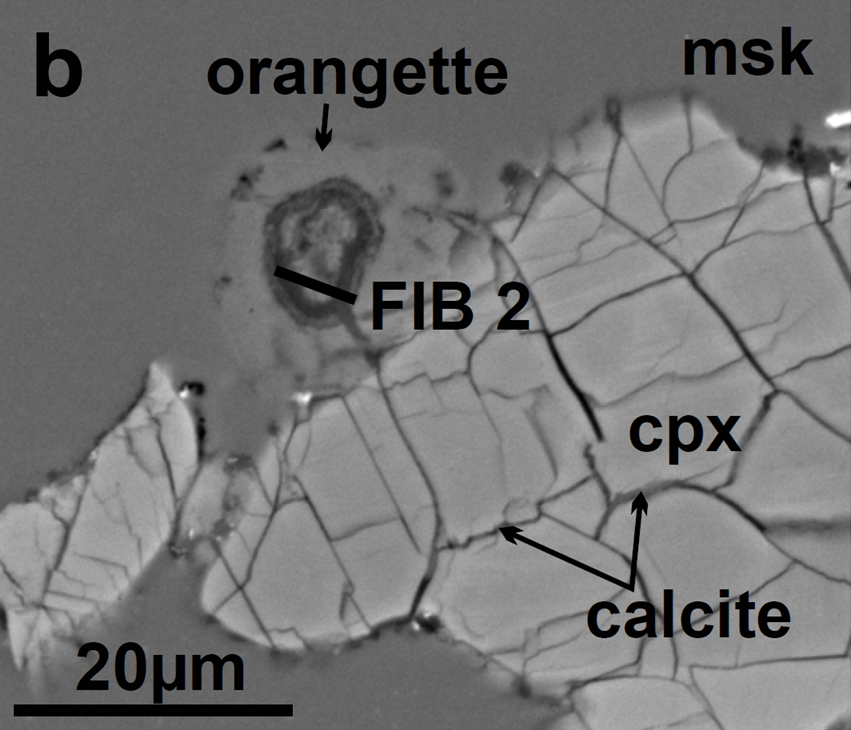
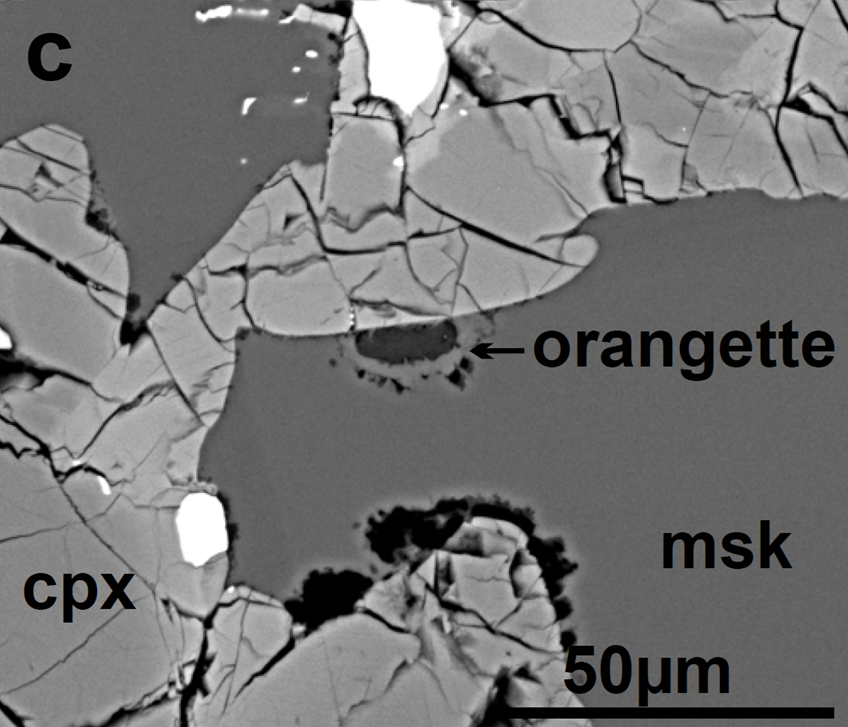
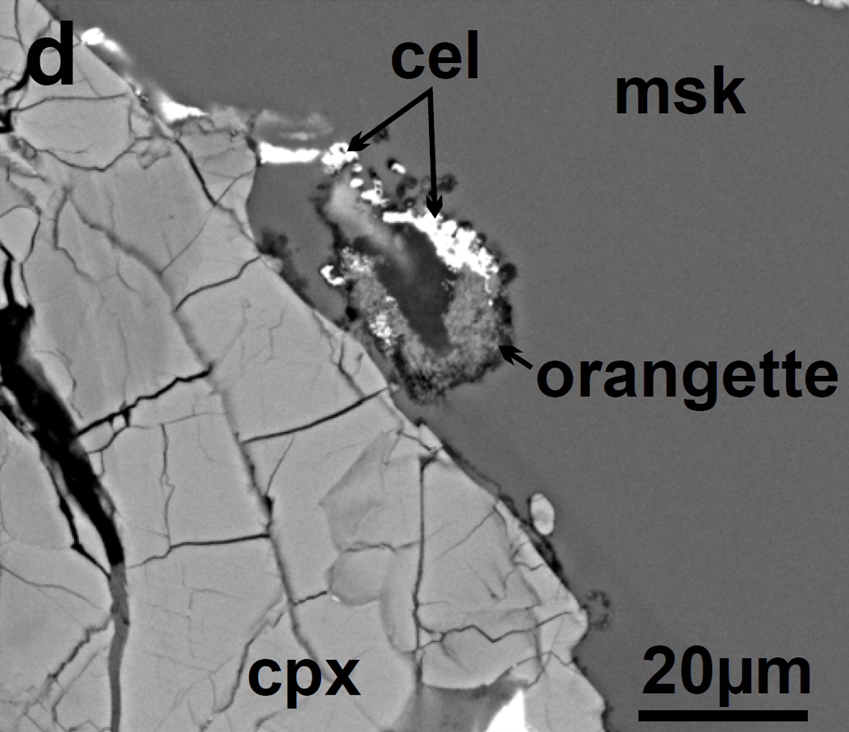
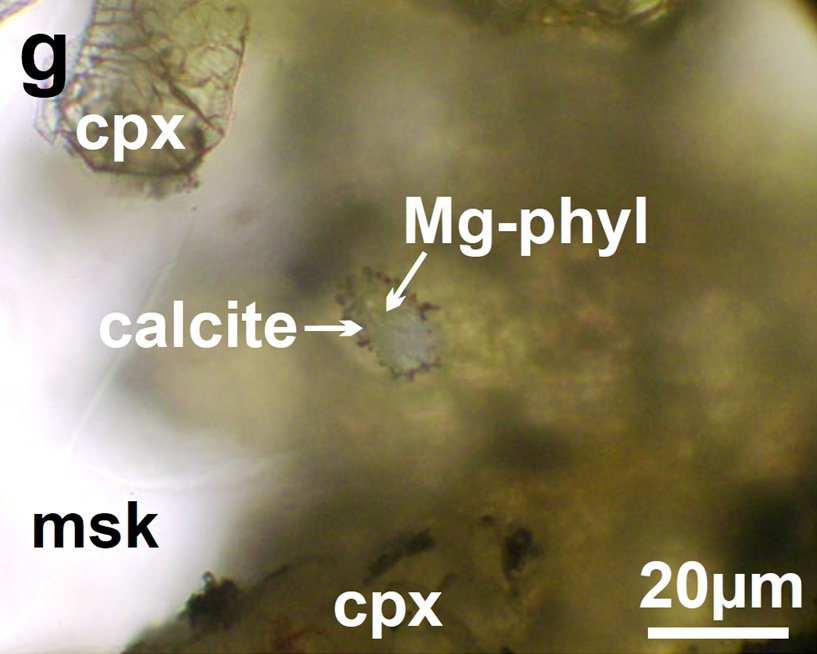
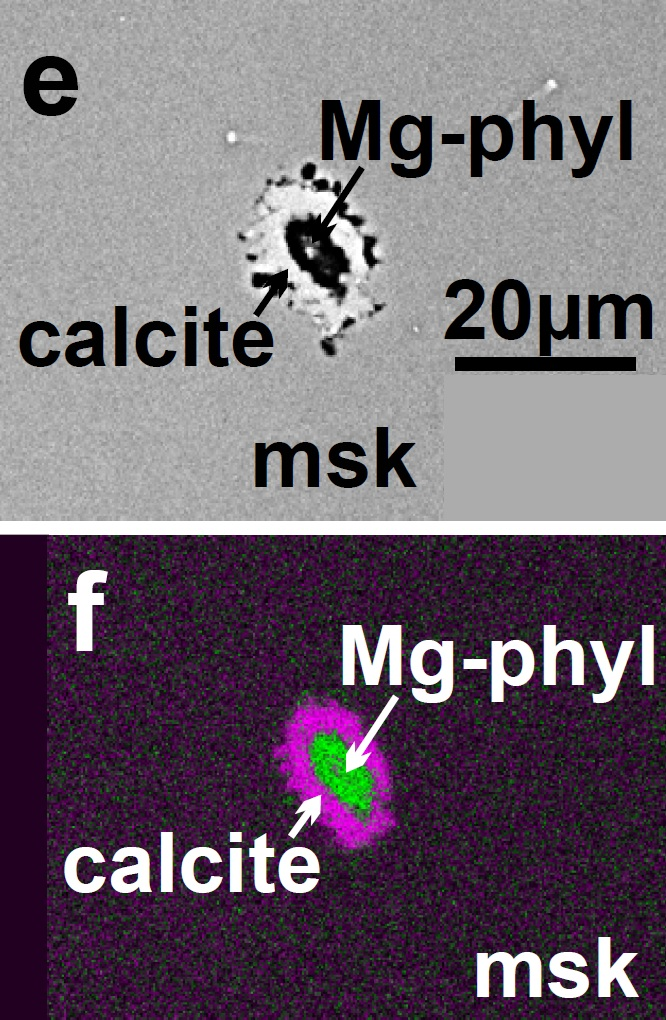